# Melomys aerosus
Melomys aerosus је врста глодара из породице мишева (лат. Muridae). 

## Распрострањење
Индонезија је једино познато природно станиште врсте.

## Станиште
Врста Melomys aerosus има станиште на копну.

## Угроженост
Ова врста се сматра угроженом.

### Популациони тренд
Популација ове врсте се смањује, судећи по расположивим подацима.

## Спољашња веза
Медији везани за чланак Melomys aerosus на Викимедијиној остави